# سو اون سو
لی جونگ مین (کره‌ای: 이정민; زادهٔ ۲ مارس ۱۹۹۴), که به‌طور حرفه‌ای با نام سو اون سو (کره‌ای: 서은수) شناخته می‌شود، بازیگر و مدل اهل کره جنوبی است. سو حرفه بازیگری خود را در سال ۲۰۱۶ و در مجموعه تلویزیونی حسادت آشکار آغاز کرد. او از آن زمان تاکنون در مجموعه‌های تلویزیونی زندگی طلایی من (۲۰۱۷–۲۰۱۸)، دکتر رمانتیک (۲۰۱۶)، لبخند پر کشیده از نگاهت (۲۰۱۸)، گمشده: آن سوی دیگر (۲۰۲۰–۲۰۲۳) و فیلم جادوگر: بخش ۲. دیگری (۲۰۲۲) ایفای نقش کرده‌است.